# Aristide Faccioli
Aristide Faccioli (né en 1848 à Bologne, en Émilie-Romagne, et mort en 1920 à Turin) était un ingénieur automobile et aéronautique italien du début du XXe siècle, qui fut, en 1899, l'un des associés fondateurs de Fiat et le premier directeur technique du nouveau constructeur et futur géant turinois.

## Biographie
Concepteur de la voiture Welleyes, une automobile fabriquée par la société en commandite Ceirano & C., Aristide Faccioli était un ingénieur né à Bologne, en Émilie-Romagne, qui fut un pionnier de l'industrie automobile naissante et de l'aéronautique en Italie. 
En modifiant son précédent projet, Faccioli réalisa le premier modèle du nouveau constructeur et futur géant turinois, la Fiat 3½ HP. 
Il fut également à l'origine de la conception du premier avion entièrement italien, un triplan réalisé par la  S.P.A. (Société Piémontaise Automobiles). Cet avion décolla la première fois le 13 janvier 1909 à Venaria Reale près de Turin. Il était piloté par son fils Mario.